# Prix Makomi
Le prix Makomi ou prix européen de littérature dénommé « Makomi » en faveur des écrivains congolais est un prix littéraire créé en 2017 par l’European Union National Institutes for Culture. Il est organisé annuellement avec la fête du livre à Kinshasa célébrée du 12 au 16 novembre de chaque année, bénéficiant de l'appui de la Délégation de l'Union européenne en RDC.

## Présentation
Le prix Makomi soutenu par le Pôle Eunic-RDC promeut le secteur littéraire au Congo-Kinshasa où chaque participant est libre d'écrire sur le thème de son choix. Trois prix sont proposés : prix de la meilleure nouvelle, prix du meilleur livre,  prix de la meilleure poésie.
Les cinq meilleurs de la meilleure nouvelle et de la meilleure poésie sont publiés dans l'anthologie du prix Makomi et les cinq lauréats de deux catégories peuvent bénéficier d’un abonnement annuel à la médiathèque de l'Institut français et à la Bibliothèque Wallonie-Bruxelles, les trois premiers recevant respectivement 250 $, 500 $ et 1 000 $ pour le premier prix plus un trophée.
Quant au meilleur livre, trois nommés du concours ont chacun un diplôme de mérite et le choix entre deux options, celle de recevoir la somme de 1 500 $US en sus d’un diplôme et d’un trophée et celle de recevoir une aide à la réédition de son ouvrage pour un montant maximum de 3 000 $US versé directement à l’imprimeur sur la base d’une facture pro-format.

## Les lauréats
- 2017 : Isidore Ndaywel et Didier Mumengi pour le prix d'honneur[3].
- 2018 : Jean-Paul Ilopi Bokanga 1er prix du meilleur poème[4], Laurent Kasindi pour le prix d'honneur[3].
- 2019 : Eric Ntumba pour l'ouvrage Une vie après le Styx (éd. L'harmattan)[5], In Koli Jean Bofane pour le prix d'honneur et trois mentions spéciales sont remises à trois autres candidats, Jonathan Kapinga pour son ouvrage Jeunesse insoumise : mon pro domo[6], Eddie Ntambwe et Maggy Bizwaza.